# Solariella cincta
Solariella cincta é uma espécie de molusco pertencente à família Solariellidae.
A autoridade científica da espécie é Philippi, tendo sido descrita no ano de 1836.
Trata-se de uma espécie presente no território português, incluindo a zona económica exclusiva.